# Elias Olsson
Elias Oskar Olsson (Arlöv, 23 april 2003) is een Zweeds voetballer die als verdediger voor Lechia Gdańsk speelt.

## Carrière
Elias Olsson speelde in de jeugd van Arlövs BI, FC Burlöv, Kyrkheddinge IF en Husie IF, waar hij in 2017 op veertienjarige leeftijd in het eerste elftal debuteerde. Na twee seizoenen op het zevende niveau van Zweden maakte hij in 2019 de overstap naar IFK Malmö, wat drie niveaus hoger in de Division 2 uitkwam. Al snel werd hij opgenomen in de jeugdopleiding van Kalmar FF. Hier debuteerde hij op 21 februari 2021 in het betaald voetbal, in de met 1-2 verloren bekerwedstrijd tegen Umeå FC. In 2021 werd hij voor een half seizoen verhuurd aan FC Groningen, waar hij vooral in het onder-21-elftal uitkwam. Hij debuteerde voor Groningen op 27 oktober 2021, in de met 4-0 gewonnen thuiswedstrijd tegen Helmond Sport. Hij viel hier in de 81e minuut in voor Neraysho Kasanwirjo. Ook viel hij een minuut in in de Eredivisie tegen Fortuna Sittard. In de winterstop werd de koopoptie niet gelicht en keerde Olsson terug naar Kalmar.

### Statistieken
| Seizoen                        | Club           | Land           | Competitie     | Competitie | Competitie | Beker | Beker | Totaal | Totaal |
| Seizoen                        | Club           | Land           | Competitie     | Wed.       | Dlp.       | Wed.  | Dlp.  | Wed.   | Dlp.   |
| ------------------------------ | -------------- | -------------- | -------------- | ---------- | ---------- | ----- | ----- | ------ | ------ |
| 2017                           | Husie IF       | Zweden         | Division 5     | 8          | 2          | –     | –     | 8      | 2      |
| 2018                           | Husie IF       | Zweden         | Division 5     | 15         | 4          | –     | –     | 15     | 4      |
| 2019                           | IFK Malmö      | Zweden         | Division 2     | 7          | 0          | –     | –     | 7      | 0      |
| 2020                           | Kalmar FF      | Zweden         | Allsvenskan    | 0          | 0          | 0     | 0     | 0      | 0      |
| 2021                           | Kalmar FF      | Zweden         | Allsvenskan    | 5          | 0          | 4     | 0     | 9      | 0      |
| 2021/22                        | → FC Groningen | Nederland      | Eredivisie     | 1          | 0          | 1     | 0     | 2      | 0      |
| Carrièretotaal                 | Carrièretotaal | Carrièretotaal | Carrièretotaal | 36         | 6          | 5     | 0     | 41     | 6      |
| Bijgewerkt op 28 december 2021 |                |                |                |            |            |       |       |        |        |